# Classe Whitby
La classe Whitby ou Type 12 est une classe de six frégates de lutte anti-sous-marine de la Royal Navy, entrées en service dans les années 1950,. Elles sont conçues au début des années 1950 comme escortes de convois océaniques de premier ordre, à la lumière de l'expérience acquise pendant la Seconde Guerre mondiale. À cette époque, la Royal Navy conçoit des escortes à rôle unique et les Whitby sont conçus comme des escortes de convois rapides capables de s'attaquer aux sous-marins à grande vitesse. Cependant, cela rend les Whitby plus chers et plus sophistiqués à produire en grand nombre en cas de guerre majeure, et c'est pourquoi la frégate anti-sous-marine « utilitaire » ou « de second ordre » de type 14, la classe Blackwood est développée pour compléter le type 12. Eux-mêmes rapidement obsolètes, les Type 12 se sont révélés être une excellente base pour une série de modèles de frégates utilisés par les marines britannique et du Commonwealth au cours des 20 années suivantes.